# Élections constituantes de 1946 dans la Côte-d'Or
Les élections constituantes françaises de 1946 se tiennent le 2 juin. Ce sont les deuxièmes élections constituantes, après le rejet du projet de Constitution française du 19 avril 1946 lors du référendum du 5 mai.

## Mode de scrutin
L'assemblée constituante est composée de 586 sièges pourvus au scrutin proportionnel plurinominal suivant la règle de la plus forte moyenne dans chaque département, sans panachage ni vote préférentiel.
Dans le département de la Côte-d'Or, quatre députés sont à élire.

## Élus
| Député sortant | Parti | Parti | Député élu ou réélu | Parti | Parti |
| -------------- | ----- | ----- | ------------------- | ----- | ----- |
| Jean Bouhey    |       | SFIO  | Jean Bouhey         |       | SFIO  |
| Claude Guyot   |       | SFIO  | Albert Lalle        |       | PRL   |
| Félix Kir      |       | PRL   | Félix Kir           |       | PRL   |
| Marcel Roclore |       | PRL   | Marcel Roclore      |       | PRL   |

## Résultats

### Résultats à l'échelle du département
| Parti    | Parti    | Tête de liste   | Résultats | Résultats | Sièges |  |
| Parti    | Parti    | Tête de liste   | Voix      | %         |        |  |
| -------- | -------- | --------------- | --------- | --------- | ------ |  |
|          | PRL      | Félix Kir       | 81 923    | 49,05     | 3      |  |
|          | SFIO     | Jean Bouhey     | 47 893    | 28,68     | 1      |  |
|          | PCF      | Juliette Dubois | 25 110    | 15,04     | -      |  |
|          | RGR      | Robert Kuhn     | 6 301     | 3,77      | -      |  |
|          | MRP      | Pierre Périer   | 5 789     | 3,47      | -      |  |
|          |          |                 |           |           |        |  |
| Inscrits | Inscrits | Inscrits        | 208 143   | 100,00    | 4      |  |
| Votants  | Votants  | Votants         | 168 558   | 80,98     |        |  |
| Exprimés | Exprimés | Exprimés        | 167 006   | 99,08     |        |  |